# La Légende de Jagi
La Légende de Jagi (極悪ノ華 北斗の拳ジャギ外伝, Hokuto no Ken Jagi Gaiden) est un manga écrit par Tetsuo Hara et dessiné par Shinichi Hiromoto. Il a été prépublié dans le Weekly Comic Bunch et a été compilé en un total de 2 tomes au 9 septembre 2009.
Il s'agit d'une série dérivée basée sur l'univers de Hokuto no Ken / Ken le Survivant.

## Manga

### Fiche technique
- Édition japonaise : Shinchosha
  - Nombre de volumes sortis : 2 (terminé)
  - Date de première publication : mai 2009
  - Prépublication : Weekly Comic Bunch

### Liste des volumes et chapitres
| no | Japonais         | Japonais          | Français       | Français |
| no | Date de sortie   | ISBN              | Date de sortie | ISBN     |
| -- | ---------------- | ----------------- | -------------- | -------- |
| 1  | 9 mai 2009       | 978-4-10-771478-7 |                |          |
| 2  | 9 septembre 2009 | 978-4-10-771509-8 |                |          |